# 岩手県立宮古水産高等学校
岩手県立宮古水産高等学校（いわてけんりつみやこすいさんこうとうがっこう）は、岩手県宮古市にある県立の水産高等学校。

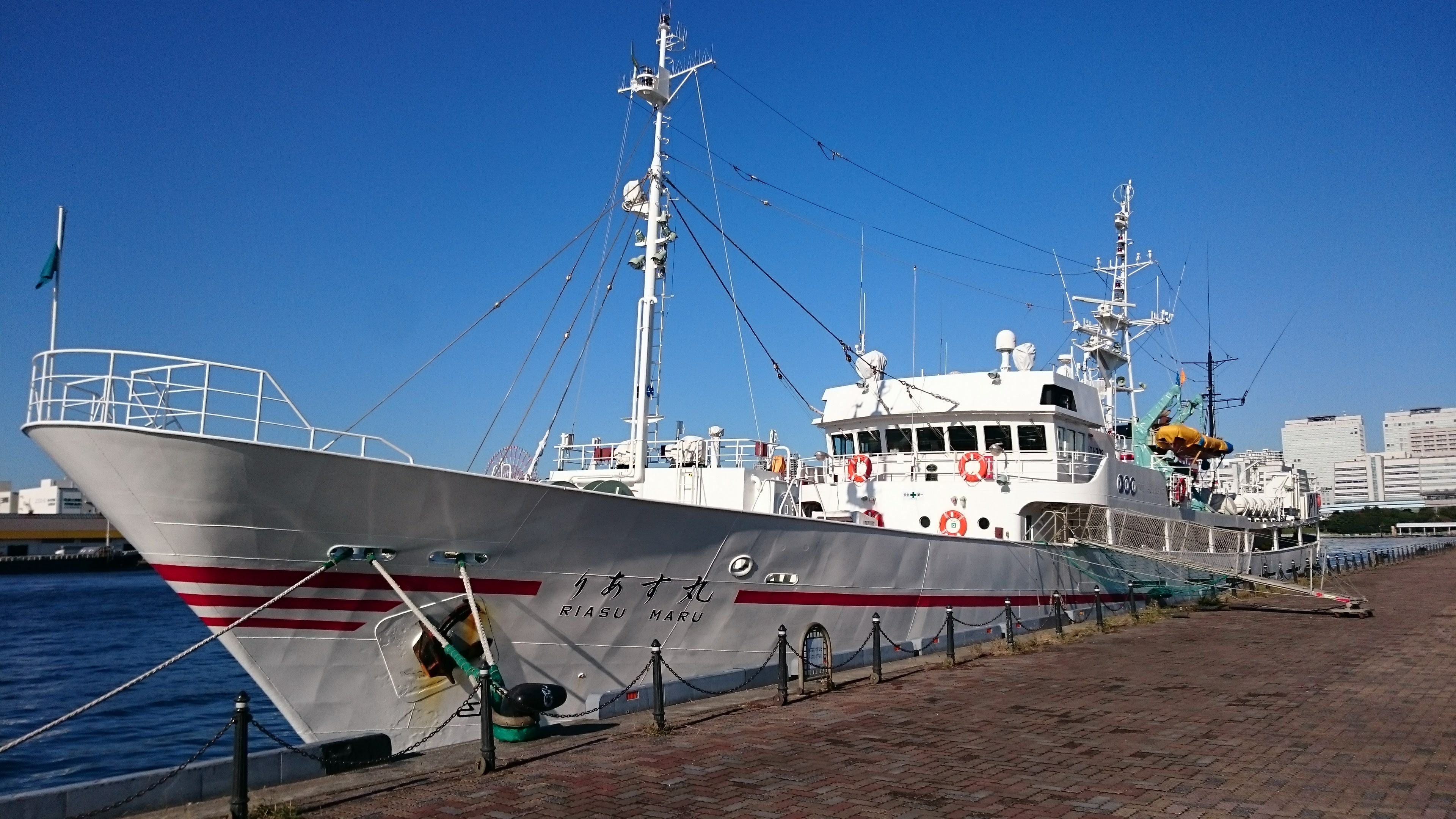
実習船「りあす丸」

## 概要
- 設置学科　全日制課程
  - 海洋生産科
    - 船舶運航コース
    - 食品資源コース

  - 食物科
  - 専攻科
    - 漁業科

年2回の長期航海があり、岩手県共同実習船「りあす丸」を用いてハワイまでの往復航海を行う。

## 沿革
- 1895年 - 宮古・鍬ヶ崎両組合立高等小学校内に水産補習学校が附設
- 1898年 - 下閉伊郡簡易水産学校と改称、郡立移管して独立
- 1899年 - 下閉伊郡立水産学校と改称
- 1901年 - 県立移管、岩手県立水産学校として発足
- 1945年 - 岩手県立宮古水産学校と改称
- 1947年 - 昭和天皇の戦後巡幸。練習船『宮古丸』に乗船してカツオの水揚げを視察[1]。
- 1948年 - 宮古水産高等学校と改称
- 1951年 - 船越分室を設置
- 1952年 - 岩手県立宮古水産高等学校と改称
- 1956年 - 船越分室を船越出張教室と改称
- 1963年 - 船越出張教室を廃止、船越分校を設置
- 1976年 - 船越分校を廃止
- 1995年 - 創立100周年記念式典・祝賀会挙行

## アクセス
- JR東日本山田線宮古駅より
  - 岩手県北バス:「船越駅前」行に乗車。「磯鶏」バス停下車徒歩5分。

## 部活動
野球部が1972年に開催された『第54回全国高等学校野球選手権大会』に出場している。

## 出身者
- 鈴木善幸 - 第70代内閣総理大臣
- 瀬川設男 - プロボクサー（日本バンタム級・スーパーバンタム級チャンピオン）
- 佐々木隼人- プロ野球選手
- 加村正巳 - 函館海洋気象台高風丸船長

## その他
2015年に福井県立小浜水産高等学校が閉校したことで、日本の水産高等学校の中で最も長い歴史を持つ学校となった。